# Fábio Pinto
Fábio Pinto (* 9. Oktober 1980 in Itajaí) ist ein ehemaliger brasilianischer Fußballspieler.

## Karriere

### Verein
Fábio Pinto spielte bis 1998 in der Jugend von SC Internacional in Porto Alegre. Im Dezember 1998 wechselte Pinto nach Spanien zu Real Oviedo. Dort kam der Stürmer in zwei Jahren zu 31 Spielen und traf einmal das Tor. Im Winter 2000 kehrte er zu SC Internacional zurück. Im Sommer 2002 wechselte er ein zweites Mal nach Europa und unterschrieb beim amtierenden türkischen Meister Galatasaray Istanbul.
Bei Galatasaray kam Pinto über die Rolle des Ergänzungsspielers nicht hinaus und sein Vertrag wurde am 23. Oktober 2003 aufgelöst. Nach seiner Zeit in Istanbul spielte Fábio Pinto für mehrere brasilianische Vereine. Seine Karriere beendete der Stürmer bei Paxtakor Taschkent.

### Nationalmannschaft
Fábio Pinto nahm mit der brasilianischen U-17-Fußballnationalmannschaft 1997 an der U-17-Fußball-Weltmeisterschaft in Ägypten teil. Pinto wurde dort Weltmeister und traf im Wettbewerb viermal das Tor.

## Erfolg
- U-17-Weltmeister 1997